# Distrito de Subtanjalla
El distrito de Subtanjalla es uno de los catorce que conforman la provincia de Ica, ubicada en el departamento de Ica en la Costa central del Perú.

## Historia

### Creación del distrito
El distrito fue creado mediante Ley Número 13174 del 10 de febrero de 1959, en el segundo gobierno del Presidente Manuel Dio Prado Brando Ugarteche.

## Geografía
Hacienda Macacona
- Ríos: Ica.
- Lagunas: Huacachina.

## Autoridades

#### Municipales
- 2023 - 2026
  - Alcalde: Andrés Jeronimo Farfan García
  - Regidores: Sara Olga chacaliaza arroyo 
    - Guillermo Carmona Pizarro
    - Maricarmen Juscamayta Peña
    - Julio Paco Chipana
    - Adeli Quispe Muñoz
    - Javier León
    - Ḷeonardo Benavides

- 2019 - 2022
  - Alcalde: Manuel Antonio Cabrera Huayanca
  - Teniente Aydee Serna Merino
  - Regidores: Aydee Serna Merino,  Raquel Sayritupac Vilchez, Milagros Ecos Álvarez, Jorge Luis Díaz Ureta, Jorge García Siguas, Jim Ríos Jarpi, Pierre Torres Peña.
- 2017 - 2018

```
Primera Mujer Alcaldesa de Distrito de Subtanjalla 
```

- -  Nelida Cecilia García Ramos 
  - Regidores:

- 2015 - 2017[1]
  - Alcalde: Jesús Enrique Muñante Matta

(Vacado por delito de corrupción) 
- - Teniente alcalde: Nelida Cecilia García Ramos
- 2011 - 2014
  - Alcalde: Julio Genaro Alejandro Pecho García, del Partido Aprista Peruano (APRA).
  - Regidores:
  - Martín Ramón Huayanca Ramos (APRA)
  - Ana María Cabrera de Gómez (APRA),
  - Antonio Muñoz García (APRA)
  - Raquel Soledad Sayritupac Vílchez (APRA)
  - Mayra del Rosario Ramírez Bautista (Partido Regional de Integración).

(Fue vacada por delitos de corrupción)
- Virgen de Chapi.
- Virgen del Carmen.
- Virgen Purísima.